# Val-de-Bonnieure
Val-de-Bonnieure is een gemeente in het Franse departement Charente (regio Nouvelle-Aquitaine). De plaats maakt deel uit van het arrondissement Confolens. Val-de-Bonnieure is op 1 januari 2018 ontstaan door de fusie van de gemeenten Saint-Angeau, Sainte-Colombe en Saint-Amant-de-Bonnieure. De gemeente telde 1.339 inwoners op 1 januari 2022.

## Geografie
De oppervlakte van Val-de-Bonnieure bedroeg op 1 januari 2022 28,11 vierkante kilometer; de bevolkingsdichtheid was toen 47,6 inwoners per km².
De onderstaande kaart toont de ligging van Val-de-Bonnieure met de belangrijkste infrastructuur en aangrenzende gemeenten.

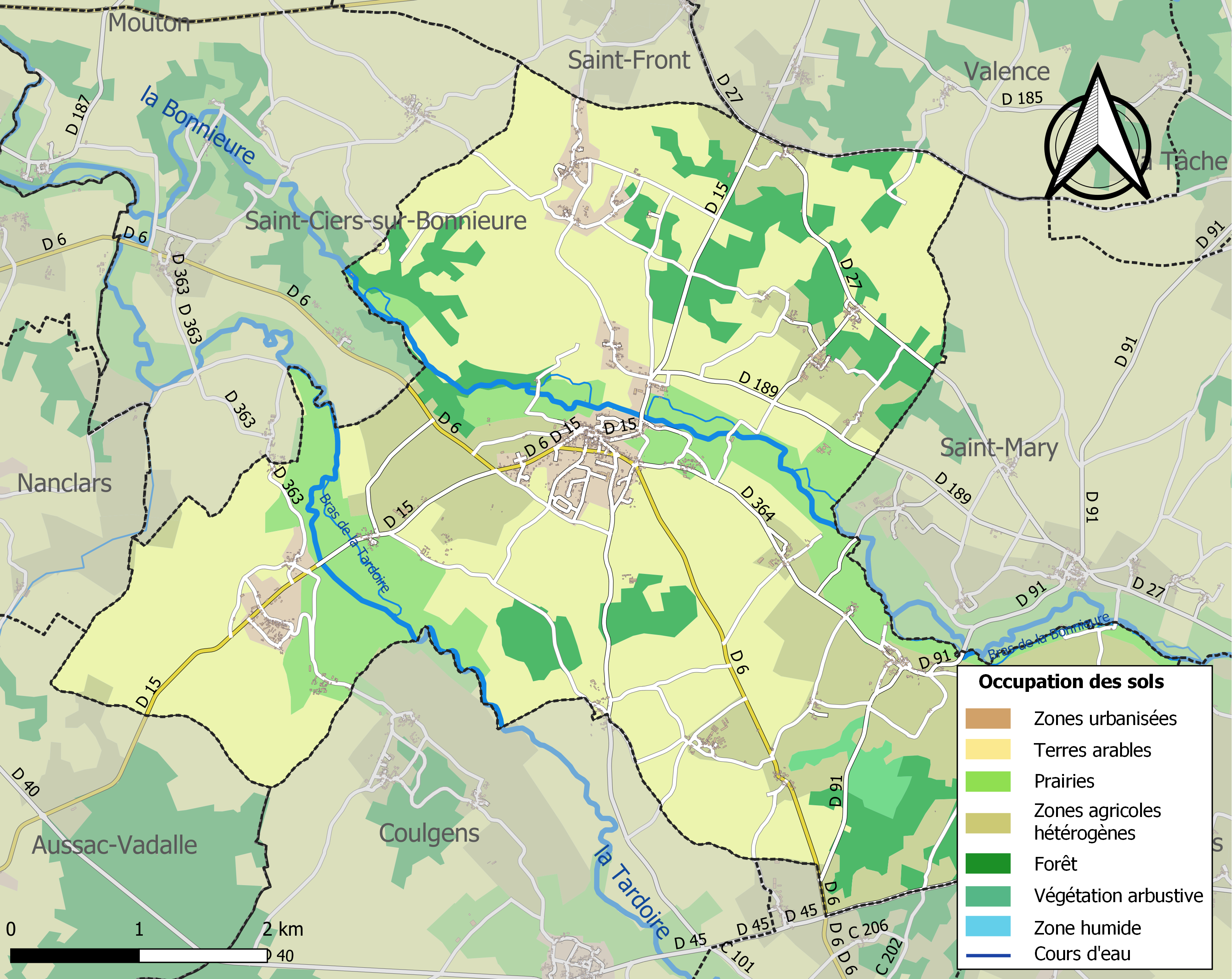